# Авл Вицирий Прокул
Авл Вицирий Прокул (лат. Aulus Vicirius Proculus) — римский политический деятель конца I века.
Прокул, по всей видимости, происходил из этрусского города Рузеллы. Его отцом считается военный трибун, носивший такое же имя, а братом — консул-суффект 98 года Авл Вицирий Марциал. В 89 году Прокул занимал должность консула-суффекта вместе с Манием Лаберием Максимом. Больше о его биографии нет никаких сведений.